# Arènes Paul-Laurent
Les Arènes de Beaucaire, dont la première construction remonte à  1902sont les arènes municipales de la commune de Beaucaire située dans le département français du Gard, dans la région Occitanie. Elles portent aussi le nom d'arènes Paul Laurent à la mémoire du manadier Paul Laurent. Elles peuvent contenir 6 000 personnes selon l'étude de Jean-Baptiste Maudet, 7000 selon les chiffres donnés sur le site Torofiesta, 4000 selon le site Feriatv.

## Présentation
Ce sont des arènes municipales fixes, construites en béton, remaniées plusieurs fois depuis leur première inauguration. Elle tiennent lieu à la fois d'arènes et de stade. Elles sont situées à côté Rhône ce qui leur a valu d'être inondées en 2008.

## Tauromachie
Les arènes accueillent à la fois des courses camarguaises, des corridas formelles et des courses portugaises. La « feria de Sainte Madeleine » propose selon les années, trois ou quatre corridas et courses portugaises, ainsi que des encierros et des abrivado. On peut aussi y assister à des soirées musicales, concerts, soirées flamenco .
Pour la feria de Beaucaire 2013 du 25 au 28 juillet, on annonce les  matadors Rafael de Julia, Alberto Aguilar Marco Leal, et Juan José Padilla Javier Conde et El Capea. 
Les arènes ont déjà accueilli des ganaderías prestigieuses comme Victorino Martín et Palha, ainsi que des matadors importants dans l'histoire de la tauromachie : Paco Ojeda et dès 1902, lors de la première novillada, Guerrita, ainsi que le père de Pouly III.